# Johann Bernhard von Loen
Johann Bernhard von Loen (* 1700 in der Grafschaft Mark; † 26. Dezember 1766) war ein preußischer Generalmajor, Chef des Infanterieregiments S 56 und Ritter des Pour le Mérite sowie Erbherr von Gotterwick bei Wesel.

## Leben
Johann Bernhard entstammt dem altadeligen Geschlecht Loen der Grafschaft Mark.
Im Jahr 1718 wurde Loen als Freikorporal im Infanterieregiment „Golz“ Nr. 15 in Wesel angestellt. Im Jahr 1732 war er Premierleutnant im Infanterieregiment „Kronprinz“ Nr. 15. 1740 wurde er Stabshauptmann und bereits am 2. Oktober 1740 Major im Füselierregiment „Sachsen-Eisenach“ Nr. 40. Im Juli 1745 nach der Schlacht bei Hohenfriedberg wurde Loen Oberstleutnant und am 12. Juni 1747 Oberst. Dazu wurde er Kommandant im Regiment der Königin.
Im Siebenjährigen Krieg bekam er im Februar 1757 als Generalmajor das Infanterieregiment S 56, welches aus Sachsen errichtet wurde, die bei Pirna in preußische Gefangenschaft geraten waren. Aber bereits beim Vorstoß des österreichischen Generals Hadik auf Berlin im Oktober 1757 lief das Regiment auseinander. Loen bat 1758 um seine Entlassung, die mit einer Pension gewährt wurde. Seit 1743 war er Inhaber des klevischen Lehens Haus Götterswick (heute zu Voerde (Niederrhein)).
Er starb im Dezember 1766 als letzter Vertreter der von Loen Ältere Linie. Erbe wurde daher Franz Joachim von Loen aus der Jüngeren Linie.